# Solpugassa furcifera
Solpugassa furcifera är en spindeldjursart som först beskrevs av Kraepelin 1899.  Solpugassa furcifera ingår i släktet Solpugassa och familjen Solpugidae. Inga underarter finns listade i Catalogue of Life.